# The Return of N.EX.T Part 1: The Being
《The Return of N.EX.T Part I: The Being》은 대한민국의 록 밴드 N.EX.T의 두 번째 정규 앨범으로, 'The Return of N.EX.T'라는 타이틀의 첫 번째 파트이기도 하다.

## 앨범
신해철이 대마초 흡연 사건으로 인하여 자숙기간을 거치고 밴드로서 복귀한 후 발매된 작품이기도 하다. 주제는 앨범 제목인 The Being에서도 나타나듯 인간의 삶과 존재에 대한 고찰 정도로 해석할 수 있다. 이 앨범의 타이틀이라 할 수 있는 어쿠스틱 기타 반주로 이루어진 〈날아라 병아리〉의 경우 공전의 히트를 친 넥스트의 곡 중 하나이다.
전작 《Home》앨범에서는 테크노와 록이 결합한 곡이 대부분이었다면, 2집은 새로 멤버를 보충하여 흔히 볼 수 있는 록 밴드의 체제를 갖추면서 대체적으로 헤비 메탈과 프로그레시브 록 성향(〈이중인격자〉, 〈껍질의 파괴〉, 〈The Dreamer〉, 〈The Ocean〉)의 곡 들이 다수를 차지한다.
음반 작업 시에는 기타리스트 정기송을 대신한 임창수와 드러머 이수용이 정식멤버로 영입되었고, 활동을 하던 시기에 기타리스트 임창수가 탈퇴하고 김세황이 영입되었다. 1집에서 전자드럼을 연주하다가 베이시스트로 포지션을 바꾼 이동규도 팀을 탈퇴하면서 넥스트 결성 전 신해철의 솔로 투어를 함께하기도 했던 김영석이 새 베이시스트로 영입되었다.

## 곡 목록
전체 작곡: 신해철
| #             | 제목                                                                                            | 작사           | 재생 시간 |
| ------------- | ----------------------------------------------------------------------------------------------- | -------------- | --------- |
| 1.            | The Return of N.EX.T (Instrument)                                                               | -              | 1:07      |
| 2.            | The Destruction of the Shell: 껍질의 파괴 I) Overture II) The Shell III) The Joy of Destruction | 신해철         | 9:54      |
| 3.            | 이중인격자                                                                                      | 신해철         | 4:54      |
| 4.            | The Dreamer                                                                                     | 신해철         | 5:05      |
| 5.            | 날아라 병아리                                                                                   | 신해철         | 5:13      |
| 6.            | 나는 남들과 다르다                                                                              | 신해철, 이동규 | 5:03      |
| 7.            | Life Manufacturing: 생명생산 (Instrument)                                                       | -              | 2:53      |
| 8.            | The Ocean: 불멸에 관하여                                                                        | 신해철         | 6:45      |
| 총 재생 시간: | 총 재생 시간:                                                                                   | 총 재생 시간:  | 39:34     |

## 참여
이 목록은 해당 앨범의 부클릿 〈staff〉목록에서 발췌하였다.
| 넥스트 - 신해철 - 프로듀서, 보컬, 피아노, 키보드, 리듬 기타(2~4, 6), 베이스 기타, 무그, 코러스, 백 보컬 - 이동규 - 전자드럼(1), 베이스 기타, 보컬(5), 백 보컬 - 임창수 - 리드 기타(전기 기타), 백 보컬 - 이수용 - 드럼(2, 5), 백 보컬 참여 음악인 - 정기송 - 리듬 기타(2, 5, 6, 8), 어쿠스틱 기타(5, 8) - 이건태 - 드럼(3) - 김선중 - 드럼(4, 6, 8) - 이정식 - 플루트(8) - 김우관 - 하모니카(5) - 이승민 - 목소리(7) - 이주영, 전람회, Danny Kim, 정경진, 조성민, KOBAYASHI - 백 보컬 | 스탭 - 박주익, 오원철, MAEDA, INOMATA, NAGAI - 녹음 - 김헌기, 이상용 - 보조 엔지니어 - NAGAI - 믹싱 - HaRaDa - 마스터링 - 정경진, Todd Keenan - 기타 테크니션 - 곽영호, Danny Kim, 김유성 - 건반 테크니션 - 박강영 - 드럼 테크니션 - 김경남, 임경민, 염해선(대영 A/V 스튜디오) - 매니지먼트 - 여학연, 장세익, 임종국, 서미애, 박미경(대영 A/V 프로덕션) - 매니지먼트 - Humble Heart 매니지먼트: KOBAYASHI - 안성진 - 사진 - 전상일 with JAM - 디자인(심볼, 로고 타입 컴퓨터그래픽) - 명진애드 - 아트워크 |